# Winterrietpeer
De Winterrietpeer is een oud stoofperenras dat vroeger algemeen verspreid was in Nederland. Synoniemen: Winterkraaipeer (Zeeland), Sileziepeer, Roggebroodspeer (Westland), Pannekoekpeer, Winterkalebas (Utrecht).
De herkomst van dit zelfbestuivende ras is onbekend. De naam verwijst waarschijnlijk naar de manier van bewaren. Het bewaren van de peren in kuilen op stro of riet en rietmatten was vroeger heel gebruikelijk. Op deze manier kunnen de peren tot in februari bewaard worden. De pluktijd loopt van begin september tot in oktober. De vruchten zijn geschikt voor stoven en wecken en werden vroeger vaak in pannenkoeken gebakken. Het vruchtvlees is geelachtig wit, fijn, vrij vast, voor een stoofpeer fijn van korrel en tamelijk sappig, soms om het klokhuis een weinig stenig. Gestoofd is de peer mooi rood van kleur en rins van smaak met zeer veel aroma.
De Winterrietpeer is een gezond ras voor de hoge en droge gronden dat goed bestand is tegen schurft. Op natte gronden is het gevoelig voor vruchtboomkanker. De Winterrietpeer wordt niet meer commercieel gekweekt in Nederland. De soort is verdrongen door  rassen als Saint Rémy en Gieser Wildeman.